# Albânia no Festival Eurovisão da Canção 2014
Herciana Matmuja mas mais conhecida como Hersi  é uma Cantora  que irá representar a Albânia no Festival Eurovisão da Canção 2014, em Copenhague, Dinamarca, com sua canção "One Night's Anger".
Participa na primeira semi final.

## Festivali i Këngës 52
| Artista                            | Música                  | English Translation | Musica (m) / Compositor (l)             |
| ---------------------------------- | ----------------------- | ------------------- | --------------------------------------- |
| Besiana Mehmeti and Shkodran Tolaj | "Jam larg"              | I'm far away        | Vullnet Ibrahimi (m/l)                  |
| Blerina Braka                      | "Mikja ime"             | My friend           | Gramoz Kozeli (m/l)                     |
| Edmond Mancaku and Entela Zhula    | "Vetëm për ty"          | Only for you        | Edmond Mancaku (m), Alma Meraj (l)      |
| Frederik Ndoci                     | "Një ditë shprese"      | One hopeful day     | Frederik Ndoci (m), Agim Doçi (l)       |
| Herciana Matmuja                   | "Zemërimi i një nate"   | One night’s anger   | Genti Lako (m), Jorgo Papingji (l)      |
| Klodian Kaçani                     | "Me ty"                 | With you            | Klodian Qafoku (m), Florian Zyka (l)    |
| Luiz Ejlli                         | "Kthehu"                | Come back           | Marjan Deda (m), Sokol Marsi (l)        |
| Lynx                               | "Princesha"             | The Princess        | Lynx (m/l)                              |
| Marjeta Billo                      | "Ti mungon"             | You’re missing      | Lambert Jorganxhi (m), Florian Zyka (l) |
| NA                                 | "Jehona"                | Echo                | Enis Mullaj (m/l)                       |
| Renis Gjoka                        | "Mjegulla"              | Fog                 | Renis Gjoka (m/l), Edmond Tupe (l)      |
| Rezarta Smaja                      | "Në zemër"              | In the heart        | Sokol Marsi (m/l)                       |
| Sajmir Braho                       | "Grua"                  | Wife                | Endri Sina (m), Sajmir Braho (l)        |
| Venera Lumani and Lindi Islami     | "Natë e pare"           | First night         | Endrit Shani (m), Olti Curri (l)        |
| Xhejn & Enxhi Kumrija              | "Kur qielli qan"        | When the sky cries  | Xhejn Kumrija (m/l), Enxhi Kumrija (m)  |
| Xhejsi Jorgaqi                     | "Ëndërrat janë ëndërra" | Dreams are dreams   | Xhejsi Jorgaqi (m/l)                    |